# Brunettia tormentosa
Brunettia tormentosa är en tvåvingeart som beskrevs av Satchell 1958. Brunettia tormentosa ingår i släktet Brunettia och familjen fjärilsmyggor. Inga underarter finns listade i Catalogue of Life.